# Annales (Ennio)
Gli Annales erano un poema epico scritto dall'autore latino Quinto Ennio che raccontava, come suggerisce il titolo, la storia romana "anno per anno", dalle origini fino al 171 a.C.
Originariamente composta di 30.000 versi, per noi l'opera è perduta; ne possediamo solo 650 versi, tramandati da citazioni di altri autori.

## Composizione
Quest'opera impegnò, secondo alcuni, gran parte della vita del poeta, dal suo arrivo a Roma (203 a.C.) fino alla morte (169 a.C.), mentre altri ritengono che essa sia stata composta in circa vent'anni.
Il fatto che gli Annales comprendessero 18 libri e che il poeta li pubblicasse progressivamente a gruppi di sei (esadi) o di tre (triadi) libri indurrebbe ad accordare credito all'arco di tempo più esteso. Gli studiosi più recenti propendono ad assegnare l'opus maximum di Ennio alla vecchiaia e ciò per vari motivi, tra i quali la maturità dello stile e della lingua.
Per quanto riguarda il numero di libri, bisogna notare la somiglianza con i poemi omerici: l'Iliade e l'Odissea sono infatti composte da 24 libri ciascuno. Ennio potrebbe essersi ispirato ai due poemi, in quanto anche 18 è un multiplo di sei. In realtà questo parallelo sembra più tardo rispetto all'ideazione originaria, tanto che gli Annales si erano conclusi con il XV libro: Plinio testimonia che il poeta decise di aggiungere il XVI libro impressionato dal coraggio di due fratelli durante la II guerra punica.

## Struttura
Stante l'estrema brevità di molti frammenti, è difficile mettere in ordine la trama dell'opera e precisare il contenuto di ogni libro. 

### Proemioː il sogno
Tutta l'opera era preceduta da un proemio, in cui Ennio invocava le Muse greche (che abitavano l'Elicona e il monte Olimpo) e non le Camene italiche:
...

Infatti anche i popoli

Italici i miei versi toccheranno»
(Vv. 1-3 Sk. - trad. A. D'Andria)
Il poeta narrava, poi, che gli era apparsa in sogno l'anima di Omero e che gli avesse detto di essersi incarnato prima nel corpo di un pavone (simbolo dell'immortalità dell'anima) e infine nel corpo di Ennio stesso, affinché come nuovo Omero cantasse ai Latini la vicenda epica di Roma. Nel sogno Omero esponeva quindi il mistero della metempsicosi:
e placido avvinto,

vidi apparire il poeta Omero

...

"O animo pio!

Uova suol partorire la stirpe ornata di piume,

non anima

e dopo di lì viene dal dio ai piccoli

l'anima stessa

e la terra, che il corpo

diede essa stessa, se lo riprende, né fa in modo di disperderne alcunché

...

Mi ricordo d'esser stato pavone.

...

Cittadini, rimembrate, cosa opportuna, il porto della Luna»
(Vv. 4-14 Sk. - trad. A. D'Andria)
Il tema del sogno è un topos letterario molto ricorrente, a partire da Esiodo, che nella Teogonia raccontava di aver incontrato alle pendici dell'Elicona le Muse, che, dopo averlo istruito nell'arte del canto, gli avevano fatto dono di un ramo di alloro, proclamandolo poeta. Ennio, inoltre, ricalca l'utilizzo del sogno dal prologo degli Aitia di Callimaco - ma in questo era adoperato semplicemente come espediente narrativo volutamente finto e labile, poiché il suo scopo era solo tenere insieme i fili della narrazione - mentre nell'autore romano il sogno appare come reale, concreta investitura come alter Homerus.

### Il poema

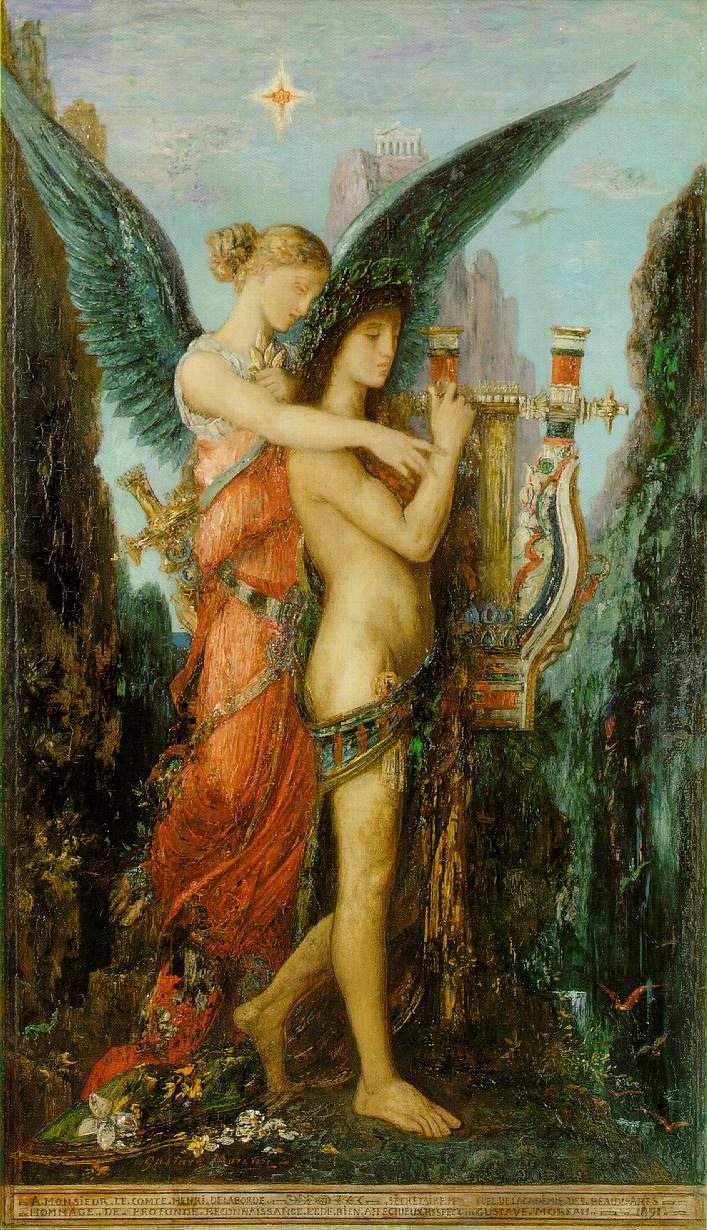
Esiodo e la Musa, dipinto di Gustave Moreau

Ad ogni buon conto, i libri I-III trattavano la preistoria di Roma, dalle origini troiane fino alla guerra tarantina, trattando, probabilmente, anche le istituzioni della res publica.
L'inizio della narrazione era dato dalla caduta di Troia, quando Venere appare a Enea e ai suoi compagni, cercando di persuadere Enea a obbedire ad Anchise e a ritirarsi sul monte Ida. Enea e i suoi seguaci arrivano a Laurento nel Lazio, dove Enea genera, tra gli altri figli, Ilia. Dopo la morte di Enea, Ilia, violata da Marte, dà alla luce Romolo e Remo; Amulio, suo zio, che ha usurpato il trono, ordina che Ilia sia gettata nel Tevere, al cui dio Ilia viene sposata. A questo punto, durante un concilio degli dei per decidere la sorte dei gemelli, Giove predice a Marte che solo uno dei suoi figli sarà deificato. Romolo e Remo, intanto, allattati da una lupa e salvati dai pastori, crescono e prendono l'iniziativa, uccidendo Amulioː a quel punto, Romolo fonda la città di Roma. Dopo aver sconfitto i Sabini, Romolo celebra giochi e balli pubblici e, effettuato il ratto delle Sabine, Ersilia fa da mediatore tra i Romani e i Sabini. Dopo la scomparsa del re e della regina, Romolo ed Ersilia sono venerati dai Romani. 
Nel libro successivo erano narrati i regni di Numa Pompilio (con l'istituzione delle pratiche religiose e civili e il matrimonio tra Numa e la ninfa Egeria), Tullo Ostilio (con il celebre duello tra Orazi e Curiazi e la conseguente distruzione di Alba Longa) ed Anco Marcio (fondatore di Ostia e del suo porto). 
Il libro III narrava i regni di Tarquinio Prisco, Servio Tullio e Tarquinio il Superbo e la fondazione della Repubblica dopo il suicidio di Lucrezia, mentre i libri IV-V riportavano la storia della prima Repubblica, probabilmente fino all'invasione gallica del 390 a.C., le guerre sannitiche e l'ascesa di Pirro.
Il libro VI era dedicato al racconto delle guerre contro Pirro, presentato in termini nobili ed eroici per mettere in risalto il valore romano, mentre i libri VII-IX contenevano la trattazione delle guerre puniche, di cui la prima era molto sacrificata in quanto già trattata da Nevio, mentre la seconda riceveva grande risalto. A tal proposito, nel libro VII era presente un secondo proemio, nel quale Ennio dava più spazio alle divinità della poesia, le Muse, per discutere di problemi di poetica, criticando i versi rozzi del saturnio (alludendo proprio a Nevio):
con cui cantavan un dì Fauni e vati,

poiché nessun salì sulle colline

delle Muse, né alcun prima di me

vi fu che fosse amante del sapere

poetico, né alcuno ebbe mai il sogno,

prima di averla appresa, la sofìa,

quella che noi chiamiamo la sapientia,

(che) dischiudere osammo»
(vv. 230-236 Skutsch - trad. A. D'Andria)
Dunque il poeta dichiarava di conoscere solo lui la vera arte, quella fondata sulla doctrina, ispiratagli dalle Muse e indicatagli in sogno da Omero, e si professava dicti studiosus, cioè quello che in greco si direbbe philologos, colui che ha una preparazione linguistica e letteraria.
I libri X-XV contenevano i fatti concernenti la guerra siriaca contro Antioco e le vicissitudini romane in Etolia. Qui, l'originale conclusione del poema insisteva sul riposo del poeta rudino:
che ha spesso vinto ai giochi d'Olimpia,

nell'ultimo suo giro, ora alla lunga,

logorato dalla sua gran vecchiaia, si riposa»
(vv. 388-389 Sk.- trad. A. D'Andria)
Infine, i libri XVI-XVIII (la cosiddetta "aggiunta" di cui si è detto) giungevano fino alla guerra istriana del 178 a.C., narrando i fatti più vicini al tempo del poeta e alla sua morte.

## Analisi critica
Nel poema, stante il suo stato estremamente frammentario, non è facile rintracciare un unico motivo ispiratore, anche se il filo conduttore di tutta l'opera è, ovviamente, Roma. Proprio sulla missione civilizzatrice di Roma si incentra il patriottismo di Ennio, fondato sui valori dell'uomo e della civiltà, prima ancora che sulla guerra. 
La romanità di Ennio, infatti, non risiede soltanto nella celebrazione di Roma, bensì poggia anche sulla concezione dell'arte e sugli espedienti poetici. Egli adottò un nuovo verso, l'esametro dattilico, utilizzato dall'epica greca in età omerica, ma sconosciuto alla poesia romana. Non furono pochi gli ostacoli da superare per piegare al nuovo metro la lingua latina, ma l'uso sapiente che Ennio stesso seppe fare del nuovo metro testimonia il suo desiderio di una spinta fortemente innovatrice nel gusto ancora rozzo dei Romani.